# Alan Stephenson Boyd
Alan Stephenson Boyd (ur. 20 lipca 1922 w Jacksonville, zm. 18 października 2020 w Seattle) – amerykański polityk, sekretarz transportu.

## Działalność polityczna
Był politykiem Partii Demokratycznej i w okresie od 16 czerwca 1967 do 20 stycznia 1969 był sekretarzem transportu w gabinecie prezydenta Johnsona. Od 1978 do 1982 był prezesem Amtraka.